# Західносибірський економічний район

Західносибірський економічний район на мапі Росії

За́хідносибі́рський економі́чний райо́н (рос. За́падно-Сиби́рский экономи́ческий райо́н) — один з 11 економічних районів Російської Федерації, складається з 9 федеральних суб'єктів:
1. Республіка Алтай
2. Алтайський край
3. Кемеровська область
4. Новосибірська область
5. Омська область
6. Томська область
7. Тюменська область
8. Ханти-Мансійський автономний округ
9. Ямало-Ненецький автономний округ

Населення — 14 607 тис. осіб (1987).
Основні галузі спеціалізації: видобуток нафти, газу, кам'яного вугілля, металургія, машинобудування, хімія, великий центр лісозаготівлі.
Сільське господарство зерново-тваринницького напряму.